# Западный Пасаман
Западный Пасаман (индон. Pasaman Barat) — округ в составе провинции Западная Суматра. Административный центр — город Симпанг-Эмпат.

## География
Площадь округа — 3 887,77 км². На востоке граничит с округом Пасаман, на юге — с округом Агам, на севере — с территорией провинции Северная Суматра, на западе омывается водами Индийского океана.

## Население
Согласно переписи 2010 года, на территории округа проживало 365 129 человек.

## Административное деление
Территория округа Западный Пасаман административно подразделяется на 11 районов (kecamatan):
| - Гурунг-Тулех - Кинали - Кото-Балинка - Лембах-Мелинтанг - Лухак-Нан-Дуо - Пасаман | - Ранах-Батахан - Сасак-Ранах-Песисир - Сунгай-Аур - Сунгай-Беремас - Таламау |